# Aeroportul Marseille Provence
Aeroportul Marseille Provence (în franceză Aéroport de Marseille Provence) (IATA: MRS, ICAO: LFML) este un aeroport din Marignane, Bouches-du-Rhône, Provența-Alpi-Coasta de Azur, Franța metropolitană, Franța ce deservește zona Marsilia. Aeroportul a fost tranzitat în 2022 de 9.148.306 pasageri. A fost deschis în 1922 și numit după zona deservită.
Situat la o altitudine de 21 m, aeroportul dispune de 2 piste. Este operat de Q115580077⁠(d).

## Infrastructură

### Piste
Aeroportul dispune de 2 piste. Pista 13L/31R are suprafața de Ciment și dimensiunile 3.500 m × 45 m. Pista 13R/31L are suprafața de Ciment și dimensiunile 2.370 m × 45 m. 